# Vassøy (tätort)
Vassøy är en tätort i Stavangers kommun i Rogaland fylke i sydvästra Norge. Orten ligger på ön med samma namn, nordöst om staden Stavanger.
Tidigare har orten tillhört dåvarande Hetlands kommun.